# بنجن
بنجن (به لهستانی:  Będzin) یک منطقهٔ مسکونی در لهستان است که در شهرستان بنجن واقع شده‌است. بنجن ۳۷٫۰۸ کیلومتر مربع مساحت و ۵۹٬۰۲۳ نفر جمعیت دارد.

## خواهرخوانده
شهرهای تاتابانیا و ایژوسک خواهرخوانده‌های بنجن هستند.